# Distoleon exiguus
Distoleon exiguus är en insektsart som först beskrevs av Navás 1914.  Distoleon exiguus ingår i släktet Distoleon och familjen myrlejonsländor. Inga underarter finns listade i Catalogue of Life.